# Hannelore Valencak
Hannelore Valencak (eigentlich Hannelore Mayer; * 23. Januar 1929 in Donawitz; † 9. April 2004 in Wien) war eine österreichische Schriftstellerin und Mitglied im Vorstand des österreichischen PEN. Sie veröffentlichte lyrische Texte, phantastische Erzählungen und zahlreiche Kinder- und Jugendbücher.

## Leben und Wirken
Ihre Kindheit und Jugend verbrachte sie in Kapfenberg in der Steiermark. Sie studierte Physik in Graz, promovierte 1955 zum Dr. phil. und arbeitete anschließend als Metallurgin in dem Stahlunternehmen Felten & Guilleaume in Kapfenberg.
Oskar Kofler, ihr erster Mann, starb 1959 bei einem Verkehrsunfall.
1962 heiratete sie Viktor Mayer und zog mit ihm nach Wien, wo sie bis 1975 als Patentsachbearbeiterin arbeitete. Seitdem war sie hauptberuflich Schriftstellerin und lebte in Wien und Bad Vöslau.
In ihren Texten gestaltet sie mehrfach den Wechsel von Zeit- und Bewusstseinsebenen. Dazu gehört ihr 1967 erschienener Zeitsprungroman Das Fenster zum Sommer, der ursprünglich unter dem Titel Zuflucht hinter der Zeit erschien. Dieser Roman liegt dem Film Fenster zum Sommer von Hendrik Handloegten (2011) zugrunde. Ein weiterer Roman mit dieser Thematik ist Das magische Tagebuch.
Valencak wurde in einem Ehrengrab am Wiener Südwestfriedhof (Gruppe 70, Reihe 1, Nummer 36) bestattet. In Kapfenberg ist die Hannelore-Valencak-Siedlung nach ihr benannt.

## Werke

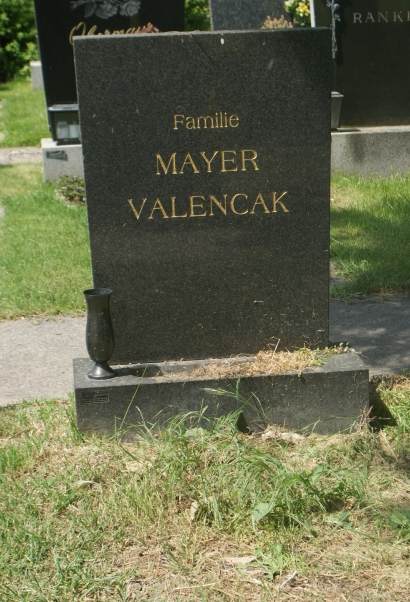
Grabstätte von Hannelore Valencak

- Vier junge Kapfenberger. Gedicht-Anthologie. Graz u. a. 1954.
- Rekristallisationsuntersuchungen an Nickel-Chrom- und Eisen-Nickel-Chrom-Legierungen. Düsseldorf 1956.
- Die Höhlen Noahs. Roman. Wien 1961. Neuauflage: Residenz-Verlag, St. Pölten 2012, ISBN 978-3-7017-1582-4.[2][3]
- Morgen werden wir es wissen. Erzählungen. Salzburg 1961.
- Ein fremder Garten. Roman. Wien 1964.
- Nur dieses eine Leben. Gedichte. Wien 1966.
- Zuflucht hinter der Zeit. Roman. Wollzeilen, Wien 1967. Neuauflage unter dem Titel: Das Fenster zum Sommer. Zsolnay, Wien 1977; Residenz-Verlag, St. Pölten 2006, ISBN 3-7017-1448-7.
- Montag früh ist nicht das Leben. Roman (Jugendbuch). Wien 1970.
- Vorhof der Wirklichkeit. Roman. Wien 1972.
- Ich bin Barbara. Roman (Jugendbuch). Wien Ueberreuter, 1974.
- Meine schwererziehbare Tante. (Roman) Jugendbuch. Ueberreuter, Wien 1974.
- Regenzauber. Jugendbuch. Ueberreuter, Wien 1976.
- Das Treueversprechen. Jugendbuch. Ueberreuter, Wien 1978.
- Das magische Tagebuch. Roman. Zsolnay, Wien 1981.
- Wanderwege rund um Wien. Wanderbuch. Ueberreuter, Wien 1982.
- Mein Tag – mein Jahr. Gedichte. Zsolnay, Wien 1983 (mit Doris Mühringer).
- Meine unbezahlbare Schwester. Jugendbuch. Ueberreuter, Wien 1984.
- Bettina und das eiserne Versprechen. Jugendbuch. Mödling 1989.

## Auszeichnungen
- 1954: Anerkennungspreis des Georg-Trakl-Preises für Lyrik des Landes Steiermark
- 1956: Kunstförderungspreis der Stadt Graz
- 1956: Lyrikpreis der Stadt Graz
- Förderungspreis des Bundesministeriums für Unterricht und Kunst für Literatur[4]
- 1967: Österreichischer Staatspreis für Romane
- 1963, 1964: Peter-Rosegger-Förderungspreise des Landes Steiermark
- 1966: Peter-Rosegger-Literaturpreis des Landes Steiermark
- 1966, 1971: Theodor-Körner-Förderungspreise
- 1968: Förderungspreis der Stadt Wien für Literatur[4]
- 1975: Jugendbuchpreis der Stadt Wien
- 1977: Österreichischer und Wiener Kinderbuchpreis
- 1977: Österreichischer Staatspreis des Bundesministeriums für Unterricht und Kunst für Kinderbücher[4]
- 1978: Prix Amadé
- 1981, 1983: Buchprämien des Bundesministeriums für Unterricht und Kunst
- 1982: Anerkennungspreis des Förderungspreises für Kinder- und Jugendliteratur des Landes Steiermark